# Leucophora maculata
Leucophora maculata este o specie de muște din genul Leucophora, familia Anthomyiidae. A fost descrisă pentru prima dată de Stein în anul 1898. Conform Catalogue of Life specia Leucophora maculata nu are subspecii cunoscute.